# Věra Barandovská-Frank
Věra Barandovská-Frank (* 17. srpna 1952 Opava) je německo-česká vysokoškolská učitelka, filoložka, interlingvistka a esperantistka, autorka jazykových učebnic a překladů z esperanta, latiny a němčiny. Působí v Německu a San Marinu. Jejím manželem byl prof. Helmar Gunter Frank (1933–2013).
Má doktorát z filologie, věnuje se také jazykové pedagogice a interlingvistice; je autorkou učebnice Esperanto pro samouky (Praha 1989), bývalá vedoucí pedagogické sekce Českého esperantského svazu, autorka knihy Latina jako mezinárodní jazyk. Pracovala v Mezinárodní akademii věd (Akademio Internacia de Sciencoj – AIS) San Marino a na univerzitě v Paderbornu v Německu.
Jako řádná profesorka AIS významně přispěla k jejímu výukovému programu.

## Publikace

### Publikace v češtině
- Návrhy J.A.Komenského na mezinárodní jazyk (Sborník prací filozofické fakulty brněnské univerzity. A. Řada jazykovědná. 1979. vol. 28, iss. A27, pp. [235]-242)
- Komenský a mezinárodní jazyk. Cizí jazyky ve škole 4/1982, p. 25–30.
- K mezinarodnimu roku komunikace. Cizí jazyky ve škole 2/1983, p. 57–58.
- Místo interlingvistiky v jazykovědě (Sborník prací Filozofické fakulty brněnské univerzity. A, Řada jazykovědná. 1984, vol. 33, iss. A32, pp. [103]-108)

- Místo interlingvistiky v jazykovědě. Studia minora universitatis Purkynianae A32/1984, p. 103–108.

- Interlingvistický seminař. Cizi jazyky ve škole 10/1988, p. 470–471.

- Esperanto pro samouky (SPN Praha 1989)
- Seminář československých interlingvistů. Cizi jazyky ve škole 1/1990, p. 45–46.
- Přínos IALA k problému jazykového plánování. En: Košecky, Stanislav (Red. 1990): Problemy interlingvistiky II. Bratislava: Jazykovedny ustav L.’ Štura Slovenskej akademie vied. Slovensky esperantsky zvaz, p. 73–78.
- K problému cizojazyčné výuky na evropských školách. Medacta Nitra, n. 4/1993, p. 325–328.
- Latina jako mezinárodní jazyk Dobřichovice (Praha): KAVA-PECH,1995, ISBN 80-85853-13-2, 84 p.

- Interlingvistika a kybernetická pedagogika při řešení problému mezinarodního dorozumĕní. Technologia vzdelavania 1994/5, p. 2–5.
- Úvod do interlingvistiky. Slovaka filio de la Akademio Internacia de la Sciencoj San Marino Nitra 1995, ISBN 80-967425-0-7, 126 p.
- Postavení interlingvistiky v systému vĕd. Technologia vzdelavania 1995/5, p. 11–13, 1995/6, p. 9–11.
- Novinky v nĕmeckem pravopisu. ISBN 80-85853-33-7, Dobřichovice (Praha): KAVAPECH 1997, 124 p. 2
- Nový německý pravopis závazný od 1.8.2006 (mit Karin Schone), Dobřichovice (Praha): KAVA-PECH 2006, ISBN 80-85853-88-4, 143 p.
- Český „praconlanger“ Dr. Jan Lukeš/ La ĉeĥa „praconlanger“ Dr. Jan Lukeš. En: Littera scripta manet. Serta in honorem Helmar Frank. Akdademia Libroservo Paderborn & KAVA-PECH Dobřichovice 2013, p. 112–126.

### Publikace v němčině
- Polinguistique du Club Européen (In: Europas Sprachlosigkeit: vom blinden Fleck der „European Studies“ und seiner eurologischen Behebung)
- Lernerleichterung durch sprachliche Vorschaltkurse, 4. kibernetika konferenco, Praha 1991, Akademia Libroservo – Institut fur Kybernetik Paderborn, p. 42–48. (mit Helmar Frank).
- Über die Academia pro Interlingua (In: Plansprachen und ihre Gemeinschaften)
- Unterrichtssprache und Lernerfolg, Aktoj de la konferenco Berliner Mai 1993, Akademia Libroservo-Institut fur Kybernetik Paderborn p. 102–105.
- Versus interlinguistica/Aus der Geschichte der Interlinguistik. grkg/Humankybernetik 1996/37/2, p. 71–82.
- Der neueste Stand der Lateinbewegung. En: Blanke, Detlev (Hrsg. 1998): Soziokulturelle Aspekte von Plansprachen. Interlinguistische Informationen. Beiheft 4. Berlin: Gesellschaft fur Interlinguistik e.V., p. 47–49.
- Beobachtungen bei der mehrsprachigen Terminologieentwicklung neuer interdisziplinarer Fachgebiete. En: Blanke, Detlev (Hrsg.,1999): Interlinguistik und Lexikographie. Interlinguistische Informationen. Beiheft 5. Berlin: Gesellschaft fur Interlinguistik e.V., p. 63–70.
- Erich Weferling: tri jardekoj de lingvofajlado' (In: Domaine de la recherche en linguistique appliquée)
- Gibt es Europa? Was ist europäisch?' (In: Sprachenpolitik in Europa : Beiträge einer Veranstaltung des „Vereins zur Förderung sprachwissenschaftlicher Studien e.V.“ (VFsS) und der „Gesellschaft für Interlinguistik e.V.“)
- Machbare Mehrsprachigkeit in Europa. grkg/Humankybernetik 39/1/1998, p. 36–40.

- Gibt es Europa? Was ist europaisch? En: Blanke, Detlev (Hrsg., 2001): Sprachenpolitik in Europa. Interlinguistische Informationen, Beiheft 6. Berlin: Gesellschaft fur Interlinguistik e.V., p. 122–128.
- Giuseppe Peano und Latino sine flexione. En: Blanke, Detlev (Hrsg., 2001): Zur Struktur der Planprachen. Interlinguistische Informationen, Beiheft 7. Berlin: Gesellschaft fur Interlinguistik e.V., p. 6–29.
- Die Zeitschrift ‚eŭropa dokumentaro’ in den ersten funf Abschnitten ihrer Existenz. En: Piotrowski; Siegfried/ Frank, Helmar (Hrsg., 2002): Europas Sprachlosigkeit. Munchen: KoPad, p. 65–68.
- Uber die Academia pro Interlingua. En: Blanke, Detlev (Hrsg., 2002): Plansprachen und ihre Gemeinschaften. Interlinguistische Indformationen, Beiheft 8. Berlin: Gesellschaft fur Interlinguistik e.V., p. 6–21.
- Latein. Ein Uberblick uber eine moderne internationale Sprache. Language Problems & Language Planning (26)2/2002, p. 179–192.
- Gehoren Plansprachen zur Sprachplanung? grkg/Humankybernetik 44/2/2003, p. 88–99.
- Archiv- und Werkstattseiten fur Plansprachen im Internetz. En: Blanke, Detlev (Hrsg., 2003): Plansprachen und elektronische Medien. Interlinguistische Informationen, Beiheft 9, Berlin: Gesellschaft fur Interlinguistik, p. 9–39.
- 45 Jahre Grundlagenstudien. grkg/Humankybernetik 2004/45/4, p. 199–204.
- Zur Typologie und Charakteristika der Universalsprachen. grkg/Humankybernetik 2004/43/3, p. 134–144.
- Plansprachen als Teil der Sprachplanung. En: Blanke, Detlev (Hrsg., 2004): Spracherfindung – Sprachplanung – Plansprachen. Interlinguistische Informationen, Beiheft 11, Berlin: Gesellschaft fur Interlinguistik e.V., p. 9–33.
- Wozu conlangen die Conlangers? En: Rapp; Reinhard u.a.(Hrsg., 2006): Perspectives on Cognition. Lengerich: Pabst Science Publishers, p. 279–291.
- Latein heute und im Netz. Interlinguistische Informationen 66–67 (1–2/08), S. 10–13.
- Europa Klub 1974–2009. grkg/ Humankybernetik 50/4/2009, p. 195–200.
- Korrelativa in Esperanto und in einigen indogermanischen Sprachen. En: Sabine Fiedler, Sabine (Eld. 2009): Esperanto und andere Sprachen im Vergleich. Interlinguistische Informationen, Beiheft 16. Berlin: Gesellschaft fur Interlinguistik e.V., p. 99–115.
- Interlinguistische Beitrage in „grkg/Humankybernetik“. Interlinguistische Informationen, 2010/74/1, p. 10–16.
- Spracherfindung und Nationalsprache. Beispiel il Glheth Talossan. En: Fiedler, Sabine (Hrsg, 2011.): Spracherfindung und ihre Ziele. Interlinguistische Informationen, Beiheft 18. Berlin: Gesellschaft fur Interlinguistik e.V., p. 33–49.
- Panslawische Variationen. En: Brosch, Cyril/ Fiedler, Sabine (Hrsg., 2011): Florilegium Interlinguisticum. Festschrift fur Detlev Blanke zum 70. Geburtstag. Frankfurt am Main etc.: Peter Lang, p. 209–236.
- Konferenzbericht uber Conlangs. En: Cyril Brosch, Sabine Fiedler (Hrsg., 2012): Fachkommunikation – interlinguistische Aspekte. Beitrage der 21. Jahrestagung der Gesellschaft fur Interlinguistik e. V., 18.-20. November 2011 in Berlin. Berlin: GIL 2012, p. 149–154.
- Zu Definitionen der Interlinguistik in Wikipedien. En: Cyril Brosch, Sabine Fiedler (Hrsg., 2014): Interlinguistik im 21. Jahrhundert. Beitrage der 23. Jahrestagung der Gesellschaft fur Interlinguistik e. V., 29. November – 1. Dezember 2013 in Berlin. GIL Berlin. p. 29–44.
- Globalisierung des Franzosischen (von der internationalen Sprache zum Franglais). En: Cyril Robert Brosch & Sabine Fielder (Hrsg., 2019): Jahrbuch der Gesellschaft furInterlinguistik. Leipziger Universitatsbuchhandlung GmbH, p. 9–26.
- Wie Occidental in internationalen Konflikten verloren ging. En: Cyril Robert Brosch & Sabine Fielder (Hrsg., 2020): Jahrbuch der Gesellschaft fur Interlinguistik. Leipziger Universitatsbuchhandlung GmbH, p. 11–23.

### Publikace v esperantu
- Planlingvoj el la vidpunkto de latinisto, Scienca Informilo, Budapest 1978, p. 17–20.
- Latinidaj planlingvoj.' (In: Blanke, Detlev (Eld., 1979): Esperanto. La internacia lingvo – sciencaj aspektoj. Berlin: Kulturbund der DDR (Centra Laborrondo Esperanto). Vortrage eines Seminars in Ahrenshoop/DDR., p. 89–94.
- Interlingvistika verko de Komenio. In: Szerdahelyi, Istvan (Eld., 1980): Miscellanea interlinguistica. Budapest: Tankonyvkiado, p. 261–266.
- Forgesita panslavisma volapukisto (In: Studoj pri interlingvistiko : festlibro omaĝe al la 60-jariĝo de Detlev Blanke, KAVA-PECH 2001)
- Instrulingvo kaj lernsukceso (In: Bildungskybernetik und europäische Kommunikation)
- Interlingvistika verko de Komenio (En: Miscellanea interlinguistica)
- Kies estas interlingvistiko? Komenio kaj la ideo de universala lingvo (In: 11-a scienca interlingvistika simpozio Varsovio, 1983)
- Kies estas interlingvistiko? En: Rokicki, Ryszard (Eld., 1984): Acta Interlinguistica. Varsovio: Akademickie Centrum Interlingwistyczne. Rada Naczelna ZSO, p. 9–12.
- Komenio kaj ideo de la internacia lingvo. En: Rokicki, Ryszard (Eld., 1984): Acta Interlinguistica. Varsovio: Akademickie Centrum Interlingwistyczne. Rada Naczelna ZSO, p. 29–40.
- Ĉu Esperanto latinecas? En: Košecky, Stanislav (Red. 1986): Kontribuo al lingvaj teorio kaj praktiko, Poprad: Slovakia Esperanto-Asocio, p. 5–12.
- Recenzo de prelegkolektoj el Internacia seminario Nitra. Informilo por Interlingvistoj, Varsovio 1986, p. 3–6.
- Latinida ĥaraktero de internaciaj lingvoj. Prelegkolekto de SAV Bratislava 1988.
- Internacia scienca akademio kaj internacia lingvo, grkg/Humankybernetik 4/1990, p. 155–158.
- Kiel utile difini la nocion interlingvistko. grkg/Humankybernetik 4/1991, p. 182–190. (mit Helmar Frank und Yashovardhan). (20) Represo en: Filozofia revuo Simpozio, 18/1991, p. 13–2
- IALA, grkg/Humankybernetik 2/1991, p. 76–83.
- Lernplifaciligo pro antaŭmetitaj lingvokursoj, Internacia Pedagogia Revuo 4/1991, p. 11–15. (mit Helmar Frank) (Variante von 19).
- Komenio kaj la internacia lingvo, Internacia seminario pri Komenio. Prelegaro, ČES Praha 1992. p. 5–11. 1
- Noto pri planlingvaj kriterioj kaj latina influo. grkg/Humankybernetik 2/1993, p. 88–92.
- Instrulingvo kaj lernsukceso. En: Krause, Manfred/Piotrowski, Siegfried (Eld., 1993): Bildungskybernetik und Europaische Kommunikation . Dobřichovice (Praha): KAVAPECH, p. 102–105.
- Lingvistikaj meritoj de matematikisto: Peano kaj Latino sine flexione. grkg/Humankybernetik 3/1993, p. 119–124.
- Instrulingvo kaj lernsukceso (veranderter Text von 29), grkg/Humankybernetik 1994/2, p. 59–71.
- La latina kiel interlingvo kaj planlingvistika fonto. En: Carlevaro, Tazio (Eld.,1994), Premier Colloque d’ Interlinguistique: CDELI – La Chaux-de-Fonds. 16.–17. 4. 1994,Contributions. Dubois, Bellinzona 1994, p. 25–35.
- Novlatinidaj tendencoj en interlingvistiko. Literatura Foiro 1994/150, p. 203–206.
- La latina kiel interlingvo/Latein als internationale Sprache. Dobřichovice (Praha): KAVA-PECH , 1995, ISBN 80-85853-12-4, 191 p.
- La latina kiel interlingvo kaj kiel planlingvistika fonto (In: Colloque d' Interlinguistique, 1994, La Chaux-de-Fonds)
- Latinidaj planlingvoj el la vidpunkto de latinisto (In: Esperanto: la internacia lingvo – sciencaj aspektoj)
- Observata evoluigo de plurlingva terminologio en novaj interdisciplinaj fakoj (In: Modernaj rimedoj de komunikado; Terminologiaj problemoj de aplikoj de Esperanto en scienco kaj tekniko)
- Lernolibro pri interlingvistiko. Internacia Pedagogia Revuo 1995/1, p. 12–15.
- Jan Novák – reprezentanto de internacia novhumanisma kulturo (Kongresa Universitato, Prago 1996)
- Enkonduka lernolibro de interlingvistiko, Editura Universităţii, Sibiu-Hermannstadt, (Rumanio), 1995, unua eldono.
- Ekzempla mezurado de lernprogresoj okaze de lernado de vokabloj, grkg/Humankybernetik 1996/37/1, p. 11–15.
- Eŭropa kalendaro, instruhelpilo ne nur por LOI. Internacia Pedagogia Revuo 1996/3, p. 11–16.
- La latina kiel interlingvo. Informilo por interlingvistoj 1997/1, p. 2–10.
- Kie estas lingvaj limoj de Eŭropo. Informilo por interlingvistoj 1998/2, p. 19–20.
- Erich Weferling: tri jardekoj da lingvofajlado. En: Carlevaro, Tazio (Eld.,1998): Domaine de la recherche en linguistique apliquee. Contributions. (Aktoj de la interlinvigvistika kolokvo en La Chaux-de-Fonds, 1. – 3.11. 1996). Bellinzona: Dubois, p. 196–210. En International Academy of Science and International language. En: Hendrich, Josef, Martin Prochazka (Eld., 1998): Comenius‘ heritage end Education of Man for the 21th century. Praha: Karolinum, p. 135–142.
- Kontribuo al la politiko de internacia scienca komunikado. Actes du 15e congres de cybernetique Namur 1998 (eld. 1999), Association internationale de cybernetique, Namur, p. 736–739.
- Kontribuoj de interlingvistiko al la kibernetiko de homa komunikado, en : Actes du 15e congres de cybernetique, Association internationale de cybernetique, Namur 1998 (eld. 1999), p. 721–725.
- Observata evoluigo de plurlingva terminologio en novaj interdisciplinaj fakoj. En: Malovec, Miroslav (Eld.,1999): Modernaj rimedoj de komunikado, Dobřichovice (Praha): KAVA-PECH, p. 97–109.

- Flavius Josephus: Vero kaj mito pri paco kaj milito. En: Michela Lipari (Eld., 2000): Internacia Kongresa Universitato, Rotterdam: UEA, p. 27–49. (56) Represo en: Acta Sanmarinensia VI/2, Leins Verlag Gottingen, 27 p., 2004. ISBN 3-932975-17-0.
- Nuntempaj latinaj verkistoj. Literatura Foiro 31/2000: Jan Novak: n-ro 183, p. 49–53, Genevieve Imme: n-ro 184, p. 80–86, Anna-Ilse Radke: n-ro 185, p. 145–148.
- Forgesita panslavisma volapukisto. En: Fiedler, Sabine/ Liu, Haitao (Eld., 2001): Studoj pri interlingvistiko/Studien zur Interlinguistik. Festlibro por/Festschrift fur Detlev Blanke. Dobřichovice (Praha): KAVA-PECH, p. 203–216.
- Eŭropaj lingvoj kaj interlingvoj. grkg/Humankybernetik 2001/42/4, p. 155–165. Represo en: Joanna Lewoc (Eld., 2008): Interkomunikaj variacioj. Gottingen: Leins Verlag, p. 89–102.
- Fabela Josef Vondroušek. En: Jan Werner, Miroslav Malovec, Zdenek Hršel (Eld.): Verda duopo Vondroušek -Schreiber 1904–2004, Kolekto de prelegoj prezentitaj en la konferenco okazinta en Brunno la 4.12.2004. Brno: Klub esperantistu 2005, p. 38–43.
- Kion la eŭropanoj sciu pri eŭropaj lingvoj? En: Aleksander Duličenko (Eld.,2005): Interlinguistica Tartuensis VIII, Tartu: Tartuskij universitet, p. 61–95.
- Revuo Kosmoglott en interlingvistika fono. grkg/Humankybernetik 47/4/2006, p. 197–204.
- Planlingvaj samtempuloj: Scienca gazeto kaj Schola et Vita. Scienca Revuo 3/2006, p. 153–176.
- Internaciaj lingvoj en interreto. En: Pier Giorgio Borbone, Alessandro Mengozzi, Mauro Tosco (Eld., 2006): Loquentes linguis, Wiesbaden: Harrassowitz, p. 51–62.
- Akademioj, lingvoj kaj planlingvoj. En: UEA: Internacia kongresa universitato 59-a sesio, Florenco, Italio, 29 julio – 5 aŭgusto 2006. Redaktis Amri Wandel. 2006. p. 15–39.
- Cosmoglotta survoje de Occidental al Interlingue. grkg/Humankybernetik 48/3/2007, p. 123–138.
- Rolo de Cosmoglotta por la stabiligo de Occidental. grkg/Humankybernetik 48/2/2007, p. 80–92.
- La plej famaj verkoj de Erasmo de Roterodamo. AIS-kurso.
- La korelativoj en Esperanto kaj en kelkaj hindeuropaj lingvoj. En: Detlev Blanke (red., 2012): Esperanto kaj aliaj lingvo j- kontrastlingvistikaj kaj socilingvistikaj aspektoj. Aktoj de la 31-a Esperantologia Konferenco en la 93-a Universala Kongreso de Esperanto, Roterdamo 2008, p. 45–64.
- Cosmoglotta kaj Interlingue. grkg/Humankybernetik 49/2/2008. p. 98–111.
- Komunikado en fikciaj kulturoj/komunikace ve fiktivních kulturách. En: Zlatko Tišljar, Zlatko (Eld., 2008): Interkultura dialogo kaj komunikado. Europa Esperanto Unio Bruselo, Maribor:Tiskarna Babič, p. 8–17.
- Omaĝe de centjariĝo de verko en Latino sine flexione. grkg/Humankybernetik 49/3/2008, p. 158–160.
- Bonvena kontribuaĵo al historio de interlingvistiko kaj matematiko. Recenzo. grkg/Humankybernetik 50/3/2009, p. 169–170.
- Interreta lingvokreado kaj interlingvistiko. grkg/Humankybernetik 50/3/2009. p. 151–168.
- Kiel planlingvoj povas helpi la sciencon? Teleskopo-Internacia Scienca revuo, Unua eldono 2009, www.teleskopo.com, ISSN 1984-7874. 12 p.
- Latinidoj por Eŭropo. En: Duličenko, Aleksandr (Eld., 2009): Interlinguistica Tartuensis IX, Tartu: Tartuskij universitet, p. 83–102.
- Praesperanto – la planlingva Ossian. En: Koutny, Ilona (Eld., 2009): Abunda Fonto.Memorlibro Omaĝe al Prof. Istvan Szerdahelyi. Poznań: ProDruk, p. 65–76.
- Projektoj de Eŭropa Klubo: Lingvoorientiga instruado kaj eŭropa kalendaro. grkg/Humankybernetik 50/4/2009, p. 210–214.
- Esperanto-fakartikoloj en „Grundlagenstudien aus Kybernetik und Geisteswissenschaft“. En: Pluhař, Zdenek (Eld., 2009): Esperanto, instrumento de fakuloj. Dobřichovice (Praha): KAVA-PECH, p. 92–104.
- Publikaĵoj de AIS-anoj. Recenzo. grkg/Humankybernetik 2010/51/4, p. 191–192.
- Latinidaj planlingvoj. Akademia Libroservo Paderborn 2010. 49 p. ISBN 3-929853-17-5.
- Arto inter lingvo kaj literaturo. En: Blanke, Detlev, Ulrich Lins (Eld. 2010): La arto labori kune. Festlibro por Humphrey Tonkin. Rotterdam: UEA, p. 209–222.
- Novaj publikaĵoj. Recenzo. grkg/Humankybernetik 2011/52/3, p. 147–148.
- Interlingvistiko centjara. grkg/Humankybernetik 2011/52/3, p. 134–146.
- “La arto labori kune”. Recenzo. grkg/Humankybernetik 2011/52/2, p. 98–99.
- Dialogo kaj interkompreno en interligvistika verko de Otto Jespersen. En: Wandel, Amri (eld., 2011): Internacia Kongresa Universitato, 64-a sesio, Kopenhago. Rotterdam: UEA, p. 84–120.
- Insulo Thule vera kaj fikcia. En: Amri Wandel & Roy McCoy (eld., 2013): Internacia Kongresa Universitato. 66-a Sesio. Rejkjaviko, Islando 20–27 julio 2013, p. 114–136.
- Lingvopolitiko kaj interlingvistiko de Ladislav Podmele. grkg/Humankybernetik 2013/54/4, p. 176–189.
- Fakaj tekstoj kaj komunikado en AIS. En: Diana Mihaescu, Liviu Mihaescu (eld.): Comunicare si educatie transdisciplinara, Editura universitatii din Sibiu 2014. p. 54–66.
- Dialogo pri valoroj ĉe Alain de Lille. En: Vergara, Jose Antonio (eld., 2015): Internacia Kongresa Universitato.68-a sesio, Lillo, Francio 25 julio – 1 augusto 2015. p. 4–18.
- Grava verko de la kreinto de Novial. Recenzo de la verko de Otto Jespersen „Meine Arbeit fur eine internationale Sprache“. En: Esperantologio, Esperanto Studies Kajero 7, 2015, p. 7–9.
- Granda Moravio en Annales Fuldenses. En: Stanislav Košecky (red., 2016): Prilingve en Nitro. Politike, historie, teorie, instrue. Fakaj prelegoj prezentitaj kadre de la 101-a UK de Esperanto. UEA, Rotterdam 2016, p. 51–58.
- Interlingvistiko. Enkonduko en la sciencon pri planlingvoj. Proveldono septembro 2017.
- Slava interlingvistiko. En: Slovanska Unie 2(2017)1, p. 33–37 (rete) ISSN 2464-756X.
- Conlangs: ĉu studobjekto de interlingvistiko? En: Goto, Hitoshi & Jose Antonio Antonio Vergara (eld., 2018) En la mondon venis nova lingvo. Festlibro por Ulrich Lins, Mondial Novjorko, p. 617–632.
- Tutmondiĝo de portugalaj kulturo kaj lingvo. Kien nun, kreoloj? En: Ondo de Esperanto parto 1: 3(2018), p. 43–53. Parto 2: 4(2018), p. 41–49. Represo en: Wandel, Amri (red., 2018): Internacia Kongresa Universitato. 71-a sesio, Lisbono, 28.7.-4.8.2018. p. 71–103.
- Komencoj de lingvokonstruado en Eŭropo: Hildegard de Bingen kaj Athanasius Kircher. En: Ondo de Esperanto 2019/3, p. 11–21.
- IALA kaj Interlingua. Ondo de Esperanto 2019/10, p. 41–51. 2-a parto 2019/11, p. 50–57.
- Interlingvistiko. Enkonduko en la sciencon pri planlingvoj. Eld. UAM Poznań, Wydawnictwo Rys 2020. 333 paĝoj. ISBN 978-83-65483-88-1.
- Lingvokonstruado por diversaj kulturoj: historia ekzemplo Langmaker. En: Język Komunikacja Informacja 14/2020, Rys, Poznań, p. 214–224.
- Pri Lingua Franca. En: Ilona Koutny, Ida Stria, Michael Farris (eld. 2020): Role of Languages in Intercurtural Communication. Rolo de lingvoj en interkultura komunikado. Rola językow w komunikacji międzykulturnej. Eld. UAM Poznań, p. 51–61.

### Publikace v angličtině
- Concept(s) of Interlinguistics. En: Język Komunikacja Informacja 13/2018, Rys, Poznań, p. 15–31.
- Linguistics in an interdisciplinary perspective – hobby linguistics. Respectus philologicus 13 (18) A 2008, p. 167–180.

### Publikace v latině
- Proposita Comeniana quae ad linguam internationalem pertinent. Studia minora niversitatis Purkynianae A27/1979, p. 235–242.
- De symposio Latino Arimini habito. Vox Latina 1996/126, p. 591–592.
- Proposita Comeniana quae ad linguam internationalem pertinent. Studia minora Universitatis Purkynianae A27/1979, p. 235–242.
- Methodus linguarum novissima. Internacia Pedagogia Revuo 1993/2. p. 1–7.
- De Latino sine flexione centenario/Ein Jahrhundert Latino sine flexione. Paderborn: Akademia Libroservo 2003, ISBN 3-929853-14-0, 100 p.
- Vicipaedia Latina. En: Cyril Brosch, Sabine Fiedler (Hrsg., 2012): Fachkommunikation – interlinguistische Aspekte. Beitrage der 21. Jahrestagung der Gesellschaft fur Interlinguistik e. V., 18.-20. November 2011 in Berlin. Berlin: GIL 2012, p. 119–132.

### Publikace ve francouzštině
- De nouveaux defis pour l'interlinguistique. En: Cahiers de l'ILSL No. 61;2019, p. 7–24.
- Facilite d'apprentissage par les courses preparatoires. Actes du 13e congres de cybernetique Namur 1992, Association internationale de cybernetique, Namur (1993), p. 387–391.
- Politique linguistique du Club europeen. En: Siegfried Piotrowski, Siegfried/ Frank, Helmar (Hrsg., 2002): Europas Sprachlosigkeit, KoPad Munchen, p. 33–37.

### Publikace v polštině
- Europeistyka, nauka o nowej i starej Europie. En: Galor, Zbigniew/ Goryńska-Bittner, Barbara (Eld., 2000): Stara i Nowa Europa, Poznań: Akademia Rolnicza, p. 61–77.

### Redakce
- Littera scripta manet (festlibro de Helmar Frank, 2013, zrcadlově v esperantu a v mateřštině autora konkrétního článku)